# Mini Mundo
Mini Mundo fue un suplemento dominical publicado por el periódico "El Mundo" entre 1994 y 1996.
Su primer número apareció el 1 de octubre de 1994, siguiendo el éxito de los suplementos infantiles de otros periódicos, como El Pequeño País de "El País", Gente menuda, de "ABC", y Gente pequeña, de "Diario 16".
En sus 16 páginas en color incluía las siguientes series:
| Números | Fecha              | Título               | Autoría                   | Procedencia |
| ------- | ------------------ | -------------------- | ------------------------- | ----------- |
| 1-      | 01/10/1994         | Sir Tim O'Theo       | Raf                       |             |
| 1-      | 01/10/1994         | Angelito             | Vázquez                   |             |
| 1-      | 01/10/1994         | Calvin y Hobbes      | Bill Watterson            |             |
| 1-      | 01/10/1994         | Juan el Largo        | Antonio Segura/José Ortiz |             |
| 1-      | 01/10/1994         | Pepe Gotera y Otilio | Ibáñez                    |             |
| 1-      | 01/10/1994         | Musculón             | Nelito                    | Nueva       |
| 1-      | 01/10/1994-07/1996 | Quintín Lerroux      | Pablo Velarde             |             |
| 1-      | 01/10/1994         | 7 Rebolling Street   | Ibáñez                    |             |
|         | 1995               | Bob                  | Javier PG, Colo           | Nueva       |
|         |                    | Boule y Bill         | Roba                      | Spirou      |
|         |                    | Gastón el gafe       | Franquín                  | Spirou      |
|         | 1996               | Ovnio                |                           |             |